# Living Death
Living Death was een Duitse thrashmetal-band uit Velbert, geformeerd in 1981.
De band werd gevormd door de broers Reiner (gitaar) en Dieter (basgitaar) Kelch.
Tot 1989 is Thorsten Bergman de zanger, waarna hij wordt vervangen door Gerald Thelen.
De muziek van de band wordt vaak vergeleken met die van Mekong Delta, wat niet zo verwonderlijk is, aangezien Reiner Kelch en Frank Fricke als gitaristen een zwaar stempel drukken op het geluid van het mysterieuze Mekong Delta.

## Bandleden
Laatst bekende lineup
- Gerald Thelen: Zang
- Reiner Kelch: Gitaar
- Dieter Kelch: Basgitaar
- Frank Ullrich: Drums

Voormalige bandleden
- Thorsten Bergman: Zang
- Frank Fricke: Gitaar
- Atomic Steif: Drums
- Frank Schubring: Drums
- Andreas Oberhoff: Drums

## Discografie
- 1984 - Vengeance Of Hell
- 1985 - Metal Revolution
- 1985 - Watch Out (ep)
- 1986 - Back To The Weapons (ep)
- 1987 - Protected From reality
- 1988 - Live (ep)
- 1989 - World Neuroses
- 1991 - Killing In Action
- 1994 - Living Death (Compilatie)